# Gomphia glaberrima
Gomphia glaberrima là một loài thực vật có hoa trong họ Ochnaceae. Loài này được P.Beauv. mô tả khoa học đầu tiên năm 1810.